# Paul Auguste Benoit
Paul Auguste Benoit, né le 24 mars 1865 à Troyes (Aube) et mort pour la France le 9 mai 1915 lors de la 2e bataille de l'Artois, est un militaire français des XIXe et XXe siècles.
Il est connu en tant que « capitaine Benoit » pour avoir, en 1898 dans les villages qui deviendront Bouaké (seconde ville la plus peuplée de Côte d'Ivoire), ouvert le premier poste militaire français et obtenu la fermeture de l'important marché d'esclaves de l'Almamy Samory Touré (village de Kotia Kofikro).

## Biographie

### Origines et études
Il naît le 24 mars 1865 à Troyes (Aube), fils de Louis Benoit, contrôleur (premier commis à la Direction des contributions indirectes) et de Marie-Louise née Dumontelle. Il étudie au Lycée Chrestien-de-Troyes.
Il étudie ensuite à Saint-Cyr de 1884 à 1886 (69e promotion, baptisée "de Fou Tchéou") dont il est le premier matriculé. D'origine modeste (sa mère étant veuve et sans fortune avec 4 enfants à charge), une bourse et un trousseau lui avaient été attribués son entrée à Saint-Cyr.

### Début de carrière dans l'infanterie de marine
Il est d'abord sous-lieutenant au 1er régiment d'Infanterie de Marine (RIMA) en octobre 1886 (à Cherbourg), passe au 4e RIMA en août 1887, puis revient au 1er RIMA en décembre 1887 où il est promu lieutenant le 12 septembre 1889. Il sert en Guyane entre octobre 1887 (à la 36e compagnie du 4e RIMA) et avril 1888, puis en Martinique jusqu'en septembre 1890,.
Affecté au 3e RIMA en janvier 1890, il passe au 8e RIMA le 8 août de la même année. Le 10 octobre 1893, il retourne au 4e RIMA mais cette fois au Bénin pour la fin de la Seconde guerre du Dahomey. Toujours au Dahomey où il restera jusqu'en décembre 1894, il est affecté au bataillon de Tirailleurs haoussas le 11 février 1894, et rejoint de nouveau le 1er RIMA en septembre. En juillet 1895, il est promu capitaine et transféré au 6e RIMA.

### Au Soudan et en Côte d'Ivoire

#### Au Soudan
En novembre 1896, il est transféré du régiment de tirailleurs Soudanais où il sert au Soudan français à partir de novembre 1897. Capitaine à la tête de la 8e compagnie du régiment (compagnie d'auxiliaires), il s'illustre à la prise de Sikasso (Mali), le 1er mai 1898, ce qui est le fait cité pour sa nomination de 1899 à l'ordre de la Légion d'Honneur : « Capitaine à l'état-major hors cadres, au Soudan, a joué un rôle très important à la prise de Sikasso. Chargé de prendre le tata où se défendait Bab-mba avec l'élite de ses guerriers, a su enlever ses hommes grâce à sa bravoure et à sa vigueur, et s'est rendu maître rapidement du réduit où furent tués le chef noir et ses derniers fidèles. ».
Partant de Sikasso le 12 mai 1898, à la tête de la 8e compagnie du régiment (composée de 200 auxiliaires) et de quelques spahis, il ravitaille par la route de Soubakaniédiougou les postes du Comoé et le camp de Kong, puis se dirige vers Tiémou où il devra rejoindre son commandant Isidore Honoré Pineau le 5 juin. Il revient ensuite avec sa compagnie à Bobo-Dioulasso début juillet.

#### A Bouaké
Toujours à la tête de la 8e compagnie du régiment (composée de 200 auxiliaires) renforcée par une fraction de la garnison de Kong (peloton du lieutenant Pruneau), il est chargé le 13 juillet 1898 par le commandant Isidore Honoré Pineau de partir de Kong et d'installer le premier poste militaire français à Bouaké. Le 10 août 1898, le convoi est à Satama-Sokoura et y installe un poste militaire.
Le 13 août, il arrive à Gbékékro et obtint du chef Kouassi Blé, un plateau pour bâtir une résidence. Il fait construire le poste militaire entre Gbékékro et Kotia Kofikro (villages aujourd'hui situés dans Bouaké), ainsi que deux annexes à Kombara et Andromie,. Le poste de Gbékékro, qui deviendra l'actuel camp militaire du 3e bataillon de Bouaké, est situé "à l’ouest de Gbêkêkro, au bord de la rivière Aboliba", est visité à la fin du mois d'août par l'administrateur colonial Anatole Albert Nebout.
Le 23 octobre 1898, avec le lieutenant Pruneau, il obtient du chef Kotia Kofi la fermeture de l'important marché aux esclaves de l'Almamy Samory Touré (qui avait fui la région) où les tous les captifs des guerres samoriennes étaient vendus depuis 1894 :

« En réalité, le chef Kotia Kofi n’arrivait plus lui-même à gérer le nombre important
d’esclaves. Ceux-ci étaient trop nombreux et avaient beaucoup de besoins.
C’est ainsi qu’il n’opposa aucune résistance à la demande du Capitaine. Ce
dernier offrit à cet effet, un long couteau et une grande marmite à Kotia, pour
avoir donné une suite favorable à sa requête. Ces présents consacraient en
même temps l’alliance de paix entre le colonisateur et le colonisé. »

Les anciens esclaves libérés sont logés dans des nouveaux quartiers de Toumodi (où le capitaine Benoit en envoie une partie sous escorte) et de Bouaké, nommés "Liberté", encore existants aujourd'hui dans les deux villes.
Les tensions montent entre les baoulés et le capitaine Benoit : ce dernier leur avait pris leurs esclaves et leur demandait des ressources pour les loger et les nourrir ainsi que pour entretenir la garnison française, et il tire par accident en décembre 1898 sur Kasso, un notable de Gbékékro, pour impressionner le chef Kouassi Blé,. Les Faafoué (tribu baoulé de la région de Gbékékro) attaquent ensuite sans succès le camp militaire français en essuyant de lourdes pertes parmi leurs 3000 guerriers. En représailles, le capitaine Benoit incendie Gbékékro et emmène des otages dont la sœur de Kouassi Blé qui parvient à s'enfuir rapidement. La guerre des Faafoué reprend et le capitaine Benoit prend des mesures de plus en plus draconiennes. Les Faafoué se lassent et demandent la paix, l'obtenant en payant un lourd tribu en or et livrant de nombreux otages. Les autres tribus baoulés n'étaient pas intervenues au côté des Faafoué.
En mars 1899, le capitaine Benoit est remplacé par le capitaine Jobard. Bouaké devient le 11 mars 1899, le chef-lieu du cercle du Baoulé, créé le même jour.

### Retour en métropole
Nommé chevalier de la Légion d'Honneur par décret de mai 1899, il est promu capitaine de 1re classe le 3 juillet, quitte le Soudan et rejoint le 3e RIMA, stationné à Rochefort, en août. Il est transféré au 78e régiment d'infanterie de ligne en mars ou avril 1900, puis au 27e régiment d'infanterie courant avril de la même année. Devenu capitaine adjudant-major au 1er régiment de tirailleurs algériens (où il est déjà en février 1904) en garnison à Blida (Algérie), il se marie avec Jeanne Pelaz en 1907. Il est promu chef de bataillon au 17e régiment d'infanterie en décembre 1907. En 1911, il est au 137e régiment d'infanterie.

### Première Guerre mondiale
Il fait la guerre en tant que lieutenant-colonel commandant le 114e régiment d'infanterie au sein de la 17e DI (membre du 9e corps d'armée).
Il est bénéficiaire d'une citation à l'ordre de l'armée : 

« Lieutenant-colonel au 114e régiment d'infanterie, blessé grièvement le 25 août, est revenu sur le front à peine rétabli. A maintenu avec énergie son régiment pendant plus de trois mois dans un secteur particulièrement battu par l'ennemi, sans jamais céder un pouce de terrain. »

Il décède le 9 mai 1915 lors d'un assaut de la 2e bataille de l'Artois devant Loos : 

« Le 3e Bataillon sur une seule ligne se porte splendidement à l'assaut. Le Lt-Colonel Benoit suit cette ligne, aussi calme que s'il s'agissait d'une manœuvre. Il marche un peu péniblement appuyé sur une canne regrettant de ne pouvoir galoper comme ses soldats. Soudain une balle le blesse à l'épaule. Il se contente de sourire et pousse droit sur la tranchée allemande; mais à quelques mètres d'elle une seconde balle l'atteint en pleine poitrine. Il tourne sur lui-même et sans un seul mot s effondre. L'âme du 114 s'est envolée... »

## Distinctions
- Officier de la Légion d'honneur (tableau spécial du 13 août 1914)
  -  Chevalier de la Légion d'honneur (décret du 18 mai 1899)
- Médaille coloniale (agrafes Sénégal et Soudan)
- Médaille commémorative de l'expédition du Dahomey
- Officier de l'Ordre du Nichan el Anouar (décision présidentielle du 13 novembre 1900)[24]

## Sources